# Eremophila freelingii
Eremophila freelingii är en flenörtsväxtart som beskrevs av Ferdinand von Mueller. Eremophila freelingii ingår i släktet Eremophila och familjen flenörtsväxter. Inga underarter finns listade i Catalogue of Life.